# 马踏里东山战斗
马踏里东山进攻战斗又称“三打马踏里”，是朝鲜战争1953年夏季进攻战役第三阶段中，中国人民志愿军第46军第136师对美国陆战第一师守卫的马踏里东山及其以北无名高地（美军称Outpost Berlin和Outpost East Berlin)等地区的进攻战斗。战斗结果是第136师成功夺取马踏里东山及其以北高地，将战线向南推移一公里。

## 准备
- 中国人民志愿军第46军 军长肖全夫，率所部第136师、第137师，1952年8月20日由粤东驻地出发，8月30日到达惠州西集结。9月4日于樟木头火车站凳上列车，9月10日到达中朝边境的安东市。1952年9月20日跨过鸭绿江，在朝鲜西海岸接替第42军布防。1952年12月26日46军调第一线接防临津江北岸西起板门店的东半公里，东至基谷里，大约49公里宽的防御区域。
  - 第136师 师长李丕功 政委江鸿海 副政委兼政治部主任皋峰 参谋长曹海炳（此战中晋升为副师长兼参谋长） 副参谋长胡旭（参加开城谈判代表团，负责代表团与第136师的协调行动）作战科科长孙向明 炮兵室主任陈禄。师部驻长丰郡幕洞。
    - 第407团团长于川

马踏里东南山位于临津江北岸，在开城以东38公里，由四个小高地组成，地形比较突出，有利于志愿军进攻。是美韩军在三八线以北的支撑点和高浪浦里临津江渡口的屏障，直接威胁美韩军西线交通供应。
为配合板门店谈判和志愿军中东线反击作战，第46军暨第136师决心集中优势兵力火力，对马踏里东南山守敌分三次攻击。首先歼灭突击孤立的062阵地；其次攻歼061阵地；最后全歼060和加0239阵地。1953年6月23日，计划正式获得批准，明确了“谈打结合，以打促谈”和“稳扎稳打，初战必胜”的指导思想。第136师党委委托师参谋长曹海炳组织战斗。

## 过程

### 第一次马踏里东山战斗
志愿军主攻连队是第407团第一连，曾在辽沈战役锦州外围战中，渗透到锦州城下白老虎屯，抗击敌近两个团的兵力激战近一天，最后仅剩下卅七名勇士，被命名为“白老虎连”。
为达到战术的突然性，战前每天夜里志愿军战士摸到守军前沿山脚下，悄悄地用小锹小镐和手抠出能容纳一百多人的囤兵洞。1953年7月7日22时30分，在43门火炮支援下，志愿军407团1连从隐蔽囤兵洞出发分四路冲击，迅速占领062西北无名高地。美军空投大量照明弹，把战场照得亮如白昼，一连向062主阵地冲击的两路均遭较大伤亡。两路会合后，一连干部只剩下副指导员马玉臣，他组织幸存的十几个战士，采取分散隐蔽的方法，破地堡、炸盖沟，越障碍，终于在次日凌晨2时将守敌消灭，攻占了062阵地。此战一连共摧毁母堡六座、地堡七十余个、坑道两条。随后奉命留少数人守备，其余撤回背敌侧的囤兵洞，准备应付美军的反冲击。
7月8日拂晓四时，美军使用一百多门大炮向062阵地轰击，出动十几辆坦克掩护步兵反攻。在志愿军炮兵的掩护下，志愿军第一连7月8日白天共击退敌人七次冲击，消灭敌人三百多名，达到了消耗敌有生力量的目的。第136师首长决定按原定的不宜坚守便撤出的想法，撤出062阵地。一打马踏里战斗就此结束。第407团一连没有伤亡的仅有四人。此战连长杨万忠牺牲，副指导员马玉臣荣获“二级战斗英雄”称号，升任教导员。

### 第二次马踏里东山战斗
第二次马踏里东山战斗的战斗决心是由第407团第二、第三连攻克062、061两个阵地，然后坚决固守。
7月19日，志愿军第407团以第2、第3连，在61门火炮支援下，对马踏里东山主峰北侧及其以北无名高地发起攻击。志愿军从21时开始炮火准备，6分钟后步兵发起攻击。各路突击队以小群多路队形向敌冲击。
- 攻击062阵地的二连，连长魏国钧。仅以几分钟的时间就摧毁了敌地堡多处，占领了大部分表面阵地，向主峰前进。担任正面攻击的二连三排被距主峰二十米处一个大母堡阻于一片洼地，三排副谌木森爬上去投掷手雷实施爆破，最终以黄继光方式舍身堵枪眼。二连连长率四班从西南侧冲至距主峰30米处，也为大个母堡所阻，四班长张义全实施爆破途中负伤，仍抱着15斤重的炸药包从一侧冲进母堡，拉响后与守敌同归于尽。战斗结束，地堡的废墟中扒出39具敌军尸体。至21时31分全歼守敌，占领了062高地。接着打退敌军二次冲击。
- 攻击061阵地的三连，遇敌密集炮火阻击，伤亡较大，但也前仆后继，于22时全部占领阵地。

美军以三架飞机，八十余门火炮猛烈轰击，阻止志愿军在刚夺取的高地构筑防御阵地。天亮后出动飞机十多架次掩护步兵反击，每次都配有坦克三至五辆先导掩护。7月20日当天向061阵地反扑九次，向062阵地反扑七次，均被志愿军炮兵与二、三连击退。20日晚上，美军又向061阵地反扑一次，062阵地反扑七次，均未成功。直至21日凌晨战斗结束，最终志愿军控制阵地。

### 第三次马踏里东山战斗
第三次战斗前，志愿军第46军把所属四个炮兵团（含志司配属给第46军的炮8师的1个团）全部配属第136师指挥。这样，以六个炮兵团的火力，强击美军一个加强连的阵地。战斗决心把美军据守的马踏里东南山060阵地与“加0239”阵地这最后两个主峰拿下来并固守。参战部队为第407团第3营和406团的副参谋长带第一营。守军为美陆战1师陆战7团G连。
7月23日晚，志愿军3个突击连队出征，跨越三百米开阔地奔赴前沿待蔽洞潜伏24小时。
7月24日当地时间20时30分志愿军展开炮火急袭。据美军陆战1师统计，被攻击的陆战7团阵地在3个小时20分钟内落下了大约6000到8000发炮弹；旁边的陆战5团防区在1天1夜的时间里，亦落下4000多发炮弹。美军调集美一军的军属炮兵、陆战1师的全部炮兵，战役预备队第25师的炮兵以及友邻英联邦师的全部炮兵转向陆战1师正面参战。志愿军第136师以406团2连、3连，407团第7连，共计3个步兵连，分别由囤兵洞、061阵地、062阵地出发，仅用20分钟，就全歼060高地守敌，向加0239阵地发展进攻。双方的炮兵对该高地疯狂炮轰，双方士兵短兵相接。
- 志愿军第407团第7连的6个突击班首先攻占062号阵地，然后进攻加238阵地（美军称119高地）两侧美军地堡群。中美两军战史都记载了这场惨烈的白刃近战。志愿军第46军战史称：7连3排在加238高地东北山腿与美军陆战7团G连展开肉搏。美国海军陆战第一师战史称：激烈的肉搏战沿着阵地前方700码的战壕一直向后延续。第7连第2排向加238高地两侧的美军地堡群发起突击，炸毁美军前沿坦克，并歼灭守敌一个班，但遭到美军地堡火力拦截，4次爆破都未成功，伤亡很大。
- 志愿军第406团第2连第1班13人在排长李江率领下赶到增援被困的第407团第7连第2排。排长李江首先中弹牺牲。一班在班长栗学福带领下，连续炸毁地堡十四个，于晚21时占领了加0239东北无名高地，未来得及向主峰加0239进攻，就受到美军G连（当时仅剩一半兵力）反冲击被迫转攻为守，指挥全班占据两个美军地堡，以交叉火力击退G连十一次进攻，全班剩下五人、弹药将尽。陆战第11炮兵团亦给予强力支援，3个小时内进行了157次支援炮击。晚上24时，美军陆战7团A连赶到，同G连残部分三路将该班阵地包围，副班长兼卫生员陈岱光，战士高士君、胡根基、杨启明等四人分别拉响手榴弹、爆破筒向扑敌群，与敌人同归于尽。班长粟学福在地堡里，待敌人围住地堡时，他拉响爆破筒，从枪眼推出去，自己也负伤被埋在被炸毁的地堡中。美军陆战队夺回了无名高地，但未能守住。随着“加0239”阵地告急，美军陆战7团又投入了E连和I连，双方继续进行着激烈的争夺。几个小时以后一营副教导员郑保成带领一个排的战士攻克了无名高地，救出栗学福。战后，栗学福被评为二级战斗英雄，荣获朝鲜“一级国旗勋章”，其所在2连1班亦荣立集体一等功，被46军命名为“钢铁英雄班”。作家巴金来第136师采访时，把他的英雄事迹写了一篇文章 《记栗学福同志》。

7月25日晨6时，两个高地的四分之三被志愿军控制。美军在飞机、大炮、坦克掩护下，发动了多波反击。下午13时志愿军以火箭炮集火轰击打散了分两个梯队向加0239阵地运动的敌方1个营的兵力。激战持续到7月26日午夜，美军未能夺回这两个阵地。7月27清晨阵地上一片沉寂。两方停止了在此的争夺。

## 结果
中国人民志愿军总结在马踏里东山三次进攻战斗中，歼敌1643人，俘虏21人，前推阵地一平方公里，击毁坦克7辆，缴获轻重机枪26挺，高射机枪4挺，长短枪128支，各种子弹30余万发，直接配合了板门店停战谈判，受到了志愿军第19兵团的表扬。被编入《中国人民解放军战例选编》一书。
美军数据，在整个7月，美陆战一师在和志愿军的作战中合计战损1611人。
在整个1953年夏季进攻战役第三阶段，136师及进攻柞木洞南山、松隅村南山的137师合计伤亡886名。
作家巴金在战斗刚结束就来到第136师采访，写下了《一个英雄连队的生活》、《魏连长和他们的连队》、《记栗学福同志》三篇报告文学，分别记录了第407团1连、第407团2连、第406团2连1班长栗学福等的英雄事迹。 
1953年7月29日，也就是停战刚两天，志愿军司令员彭德怀到136师视察，亲自登上了马踏里东山阵地。